# Tsotne Dadiani
Tsotne Dadiani, fou regent d'Abkhàzia del 1245 al 1250, i va tenir alts càrrecs a Geòrgia i cap al 1260 va succeir al seu germà Vardan III Dadiani com a mtavari de Mingrèlia. Es va casar amb Khwarashan [Khvashak Khanum], filla de Salim Beg Orbèliani, mtavari d'Ibèria i príncep de Surami; i de segones amb Marikha (o Borena) filla del príncep Tbeli de Herècia). Va morir després del 1260. El seu fill Ianni Dadiani fou eristhavi de Svanètia i un altre fill, Jordi I Dadiani, el succeí a Mingrèlia.